# Cavallo islandese
Il cavallo islandese (Íslenski hesturinn in lingua islandese) è una razza equina sviluppatasi in Islanda. Nonostante questi equini siano mediamente di piccole dimensioni, a volte simili ai pony, sono considerati dalla maggior parte dei registri di razze veri e propri cavalli.
È l'unica razza indigena dell'Islanda, ma si è andata diffondendo in molte parti del mondo e ne esistono popolazioni consistenti anche in altre parti d'Europa e nel Nord America. Nel suo Paese di origine questo cavallo viene utilizzato nei lavori agricoli, in mostre equine, in gare di equitazione e per il consumo di carne equina.

## Uso zootecnico e controversie
In Islanda esistono alcune fattorie del sangue in cui cavalle gravide vengono allevate per l’estrazione di sangue da cui si ricava la gonadotropina corionica equina (eCG, o PMSG), un ormone usato nell’industria zootecnica per stimolare l’ovulazione negli allevamenti di suini e bovini. Questa pratica, iniziata negli anni '80, coinvolge migliaia di cavalle ogni anno.
L’attività ha generato ampie critiche da parte di organizzazioni per il benessere animale, come Animal Welfare Foundation e Eurogroup for Animals, che hanno documentato situazioni di stress, maltrattamenti e gravi carenze nei controlli. Nel 2023, il governo islandese ha riconosciuto che le modalità di raccolta del sangue non erano conformi alla normativa dell'Area Economica Europea, impegnandosi ad adeguarsi entro il 2025.
Uno studio condotto nel 2021 ha rilevato che circa il 66% della popolazione islandese si è dichiarata contraria a questa pratica.
Il cavallo islandese è resistente e soggetto a poche malattie: questo grazie alla legge islandese, che prevede che neppure gli esemplari esportati possano tornare nel loro Paese di origine, in modo da scongiurare eventuali contagi. Il cavallo islandese ha inoltre la caratteristica di saper eseguire due andature in più oltre ai tradizionali passo, trotto, canter e galoppo.
Nata dai pony dei coloni scandinavi tra il IX e il X secolo, il primo riferimento a questa razza è del XII secolo, quando questi cavalli erano oggetto di venerazione nella mitologia norrena. L'aspetto attuale è dovuto a secoli di selezione naturale e di allevamento selettivo. Nel 1780 gran parte della popolazione autoctona andò distrutta in seguito a un'eruzione vulcanica. La prima Società del cavallo islandese è stata creata in Islanda nel 1904, e oggi la razza è rappresentata da organizzazioni in 19 nazioni differenti, raccolte nella Federazione Internazionale delle Associazioni del cavallo islandese.

## Caratteristiche

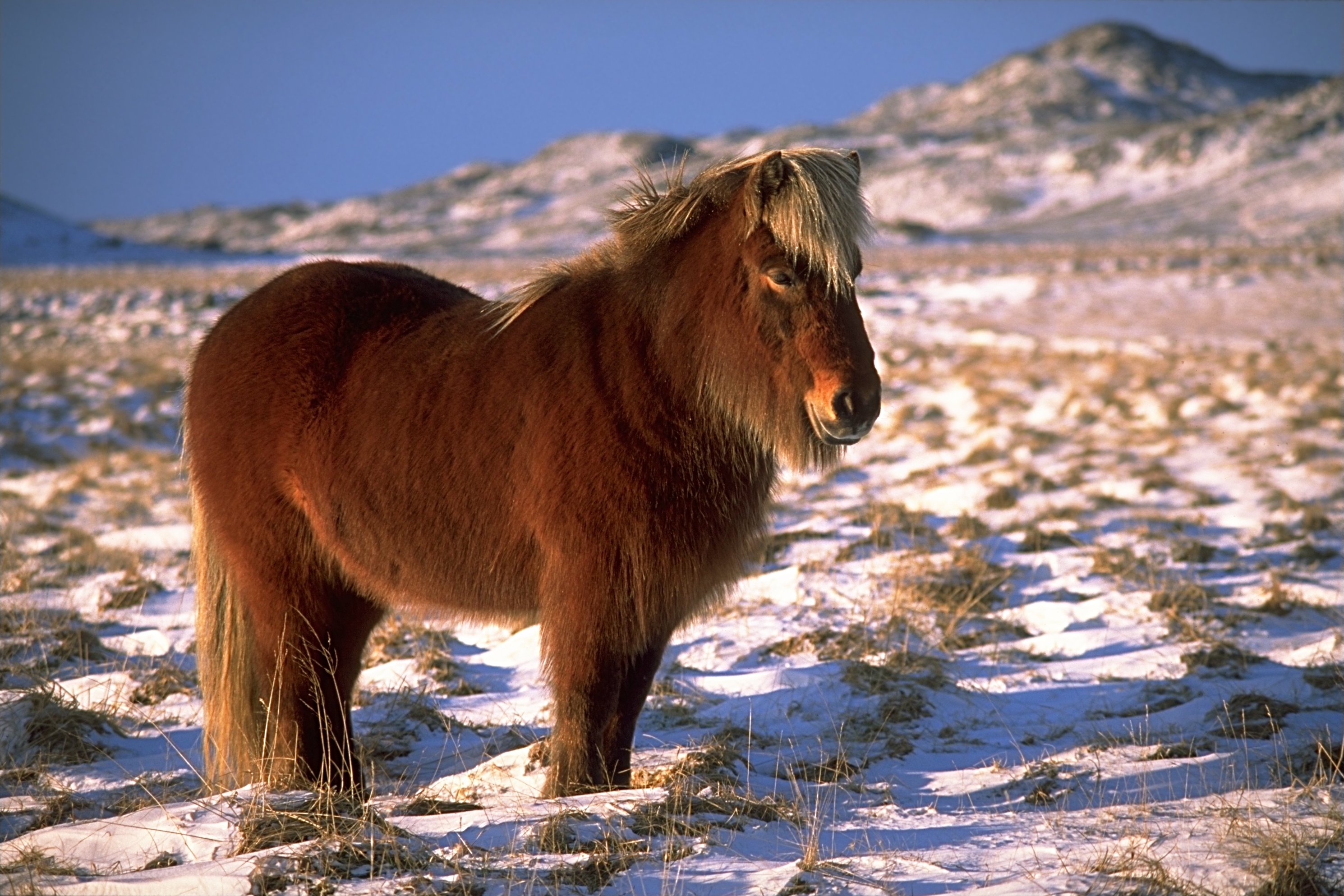
Mantello invernale

Pesa dai 330 ai 380 kg e misura tra i 132 e i 142 cm al garrese. Sebbene questa altezza sia tipica dei pony, questa razza è però considerata un cavallo. Ciò a ragione della presenza di un temperamento particolare, e della mancanza di una parola islandese per "pony". Secondo un altro orientamento, la classificazione come cavallo è dovuta alla differente struttura ossea e alla sua spiccata capacità nel trasportare pesi. La razza è caratterizzata da varie colorazioni del mantello, tra le quali: sauro, falbo, baio, morello, grigio, palomino e roano; nella lingua islandese esistono più di cento definizioni diverse per altrettante diverse colorazioni.
La testa è proporzionata, con profilo rettilineo, il collo corto, muscoloso e largo alla base, il garrese largo e basso, il torace profondo, le spalle muscolose e leggermente inclinate, la parte posteriore lunga, la groppa larga, muscolosa, corta e leggermente inclinata. Le gambe sono forti e non particolarmente lunghe. La criniera e la coda sono folte con coda bassa e peli grossolani, che vanno a formare un doppio mantello particolarmente adatto a resistere alle basse temperature tipiche del clima islandese.
Le caratteristiche differiscono tra i vari gruppi di cavalli islandesi, in funzione dell'uso al quale viene destinato dai singoli allevatori. Alcuni di questi si concentrano sugli animali per il lavoro (che sono di una conformazione distinta da quelli allevati per la sella), accuratamente selezionati per la loro capacità di svolgere le andature islandesi tradizionali, altri invece prediligono la razza per il consumo di carne equina. Alcuni allevatori, infine, si concentrano sull'effetto visivo del colore del mantello che vogliono ottenere.
I membri della razza di solito vengono cavalcati a partire dall'età di quattro anni, sebbene il pieno sviluppo strutturale sia completo solo a sette anni. Questi cavalli sono più produttivi tra gli otto e i diciotto anni, e conservano forza e resistenza anche oltre i vent'anni. Una giumenta islandese che ha vissuto in Danimarca ha raggiunto l'età record di 56 anni, mentre un altro cavallo, che vive nel Regno Unito, ha raggiunto i 42 anni. I cavalli sono molto fertili, ed entrambi i sessi sono adatti per la riproduzione fino a 25 anni; le fattrici possono partorire anche all'età di 27 anni. I cavalli tendono a non essere facilmente spaventati; tale atteggiamento deriva dal non avere predatori naturali in Islanda. Sono animali amichevoli, docili e maneggevoli, e al contempo entusiasti e sicuri di sé. A causa della loro isolamento da altri cavalli, non ci sono malattie nella razza all'interno dell'Islanda, ad eccezione di alcuni tipi di parassiti. L'assenza di malattie nel loro habitat naturale è mantenuta da leggi che impediscono ai cavalli esportati dal Paese di essere restituiti, e che richiedono che tutte le apparecchiature equine portate in Paese debbano essere nuove, non utilizzate o completamente disinfettate. Questo perché i cavalli indigeni non hanno alcuna immunità per le malattie: un focolaio sull'isola sarebbe devastante per la razza.

### Andature

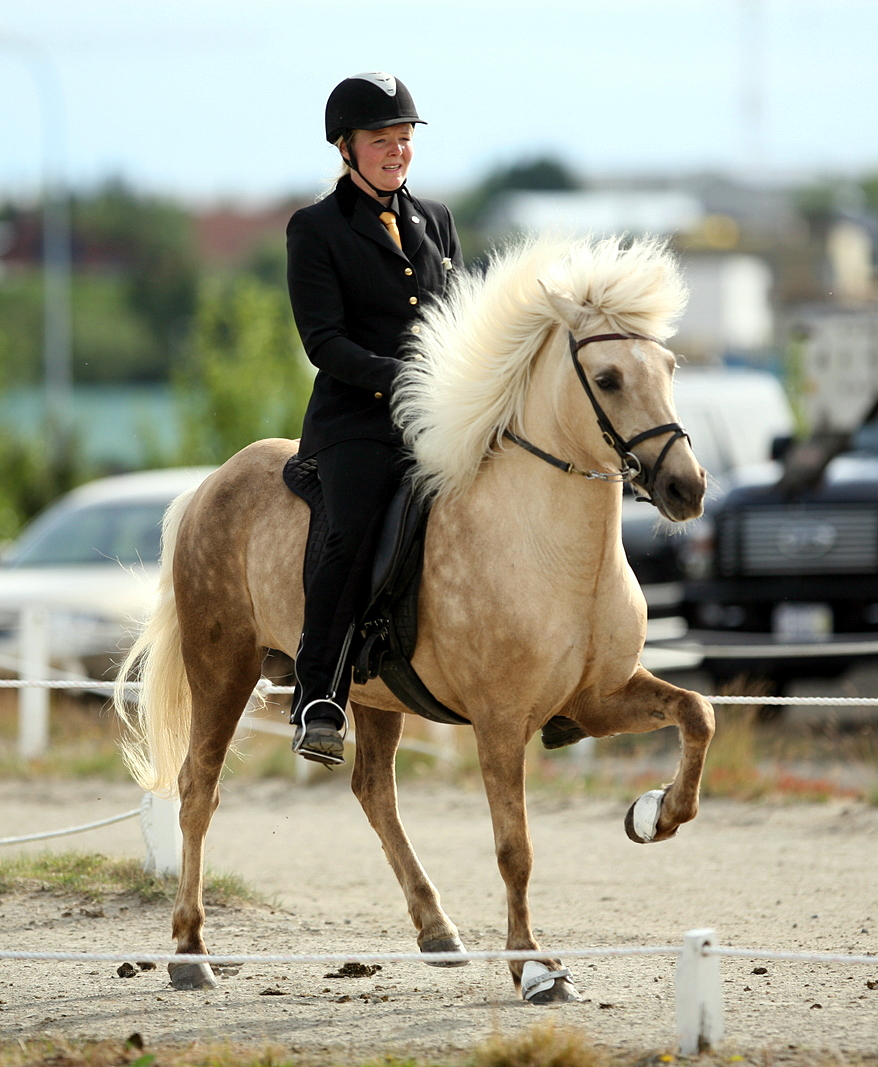
Cavallo color palomino durante il tölt

L'islandese è una razza di cinque andature, nota per il suo passo sicuro e la capacità di attraversare terreni accidentati. Così come è capace di eseguire le andature tipiche: passo, trotto, canter e galoppo, la razza è nota altresì per la sua capacità di eseguire due andature supplementari, come verrà chiarito qui appresso. Sebbene la maggior parte degli esperti consideri canter e galoppo andature distinte, i registri di razza islandese considerano il canter e galoppo un'andatura unica.
La prima andatura supplementare è un particolare ambio detto tölt. È noto per l'accelerazione e la sua velocità, ma è anche confortevole. Vi è una considerevole variazione di stile all'interno dell'andatura, e quindi il tölt viene spesso paragonato ad andature laterali simili, come quella del Paso Fino o la passeggiata del Tennessee Walking Horse. Come tutte le andature di ambio laterali, il modo in cui si muovono le gambe è lo stesso della passeggiata (sinistra posteriore, sinistra anteriore, destra posteriore, destra anteriore), ma si differenzia dalla camminata perché può essere effettuato velocemente, dalla velocità di una passeggiata veloce fino alla velocità tipica del galoppo. Alcuni cavalli islandesi preferiscono il tölt, mentre altri preferiscono muoversi al trotto. Il tölt è un passo naturale presente fin dalla nascita, ma ci sono due tipi del tölt che sono considerati errati dagli allevatori: il primo è un'andatura irregolare chiamato "Piggy-pace", che è più vicino a un ritmo di due battute che a un ambio di quattro. Il secondo si chiama "Valhopp" ed è un misto tra tölt e galoppo, visto in giovani cavalli che mescolano le loro andature. Entrambi questi ultimi tipi di andature sono solitamente scomodi per il cavaliere.
La razza è capace di eseguire anche un'andatura chiamata Skeid o flugskeið. È utilizzata nelle gare perché è veloce e scorrevole, e alcuni cavalli, con questa andatura, sono in grado di raggiungere i 48 km/h. Quest'andatura è laterale a due battute con un momento di sospensione; ogni lato ha entrambi i piedi terra quasi contemporaneamente (sinistro posteriore e sinistro anteriore, sospensione posteriore destra e anteriore destro). Lo Skeid è pensato per essere eseguito da cavalli ben addestrati ed equilibrati e con fantini esperti. Non è un'andatura utilizzata per i viaggi a lunga distanza. Un ritmo lento è scomodo e non è quindi incoraggiato quando si allena il cavallo per eseguire l'andatura. Non tutti i cavalli islandesi possono eseguirla, tuttavia gli animali che eseguono sia il tölt che lo Skeid in aggiunta alle andature tradizionali sono considerati i migliori della razza.

## Storia

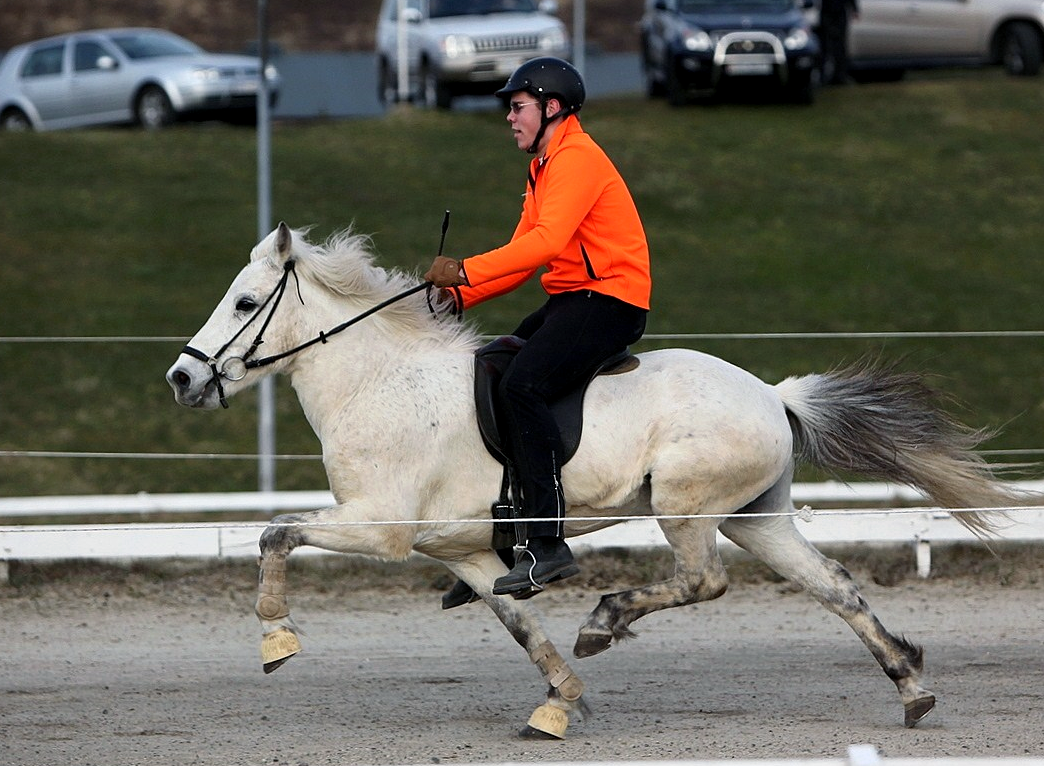
Islandese in gara

Gli antenati del cavallo islandese furono probabilmente portati in Islanda tra l'860 e il 935 d.C. da gruppi di Vichinghi norvegesi, poi seguiti da colonizzatori provenienti da insediamenti norvegesi in Irlanda, sull'Isola di Man e sulle isole occidentali della Scozia. I nuovi coloni introdussero successivamente in Islanda quei cavalli che furono presumibilmente gli antenati di quelle che sarebbero diventate fuori dall'Islanda le razze Shetland, Highland e Connemara, e che vennero incrociati con animali importati ancora in precedenza. Si ipotizza che il cavallo islandese possa avere avuto antenati comuni con la razza del pony Yakut, e vanno notate le somiglianze somatiche (e quindi una possibile origine comune) con il Nordlandshest norvegese e con altre razze come il Faroe del Isole Fær Øer e il Fjord. Intorno al 900 d.C. furono tentati incroci tra cavalli islandesi e di altre razze provenienti dall'Oriente come l'Arabo, ma il tentativo ebbe come unico risultato una degenerazione della razza islandese. Nel 982 l'assemblea Althing dell'allora Stato libero d'Islanda approvò Leggi che vietavano l'importazione di cavalli in Islanda, terminando di fatto possibili incroci con razze esotiche: per questo motivo la razza islandese è rimasta pura per oltre mille anni.
I cavalli, che i Vichinghi veneravano come simbolo di fertilità e che erano soliti sacrificare alle divinità, ebbero un ruolo importante nella mitologia norrena: Sleipnir, il leggendario cavallo a otto zampe di Odino, che era in grado di cavalcare tra i Nove mondi; Skalm, la prima giumenta islandese di cui ci è stato tramandato il nome, e che appare nel manoscritto anonimo medievale Landnámabók, il cosiddetto Libro dell'Insediamento secondo il quale un guerriero di nome Seal-Thorir fondò un insediamento nel luogo in cui Skalm si era fermato e sdraiato. I cavalli svolgono un ruolo chiave anche nella varie saghe degli islandesi, come la Saga di Hrafnkell Sacerdote di Freyr, la Saga del rogo di Njáll e la Saga di Grettir.

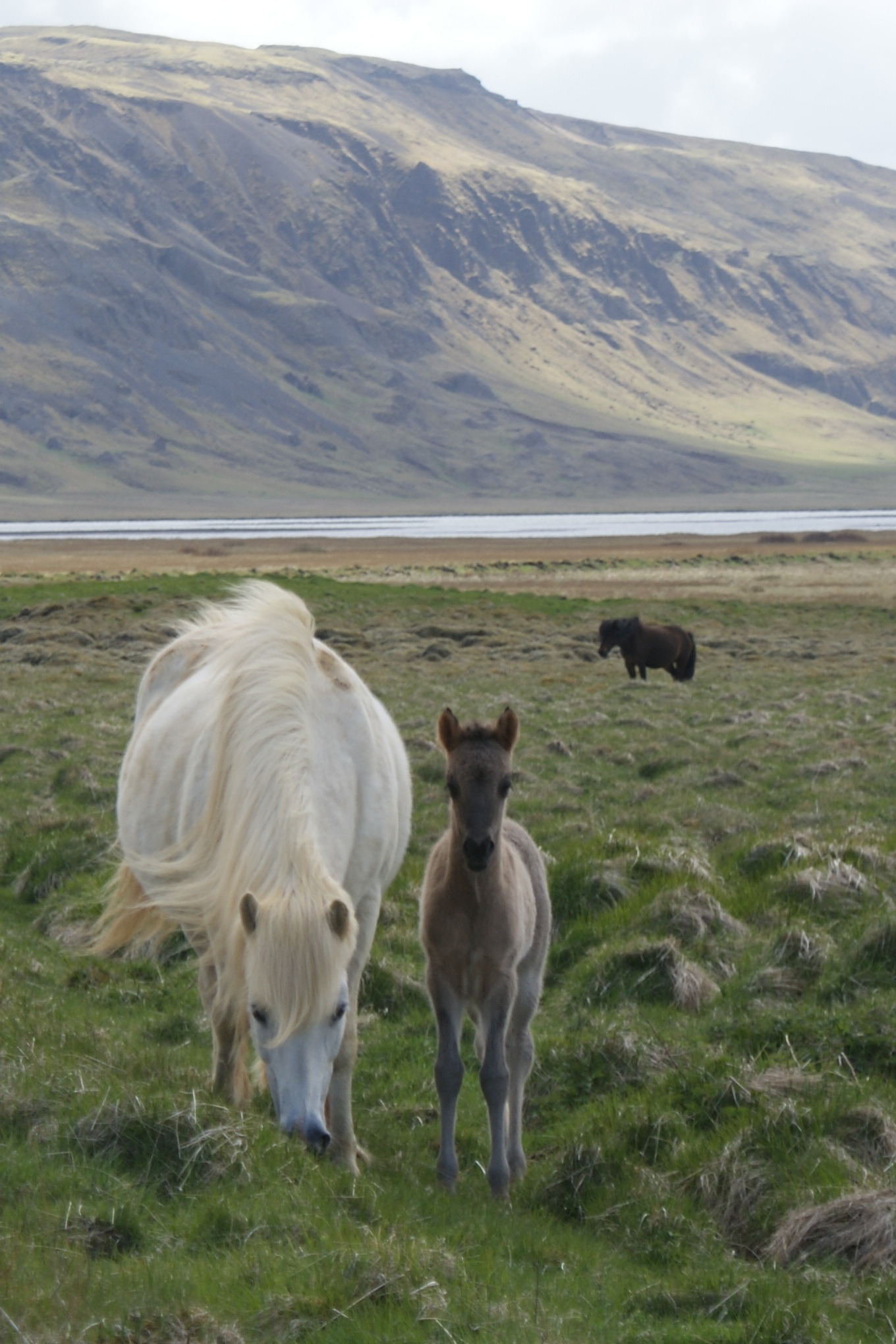
Giumenta e puledro

I cavalli erano spesso considerati il bene più prezioso dagli islandesi medievali: indispensabili per i guerrieri, quelli selezionati per la battaglia vernivano talvolta sepolti accanto ai loro cavalieri caduti in combattimento, e le saghe spesso raccontano le gesta di destrieri leggendari. Gli islandesi organizzavano lotte tra stalloni sia come forma popolare di intrattenimento che come momento di scelta dei migliori animali da allevamento, così come è stato descritto nella letteratura e nei documenti ufficiali del periodo dello Stato libero d'Islanda tra il 930 e il 1262 d.C. Questi combattimenti erano parte integrante della cultura autoctona.
La selezione naturale ha svolto un ruolo importante nello sviluppo della razza; un gran numero di cavalli sono morti a causa dell'esposizione agli elementi o della mancanza di cibo. Tra l'874 e il 1300 d.C., durante il Periodo caldo medievale, nel quale le condizioni climatiche erano molto più favorevoli, gli allevatori islandesi allevavano selettivamente i cavalli in base al colore e alla conformazione. Dal 1300 al 1900, però, l'allevamento selettivo smise di essere una priorità, a causa dell'irrigidimento del clima e del conseguente peggioramento delle condizioni di vita. Tra il 1783 e il 1784, circa il 70% dei cavalli in Islanda morì di fame o per avvelenamento da cenere vulcanica a seguito dell'eruzione del Laki. L'eruzione, durata otto mesi, coprì di lava centinaia di chilometri quadrati di terreno, prosciugando o deviando diversi fiumi. La popolazione equina crebbe nuovamente, ma non così velocemente, nel secolo successivo, e in seguito al nuovo miglioramento delle condizioni di vita l'allevamento selettivo tornò ad essere importante. Le prime società di razza islandese furono stabilite nel 1904, e il primo Registro di razza in Islanda è stato fondato nel 1923.
I cavalli islandesi sono stati esportati in Gran Bretagna già prima del XX secolo per il lavoro di traino dei vagoni nelle miniere di carbone, grazie alla loro forza e alle dimensioni ridotte. Dell'esistenza di quegli esemplari rimangono poche tracce. Le prime esportazioni formali di cavalli islandesi avvennero nel 1940, verso la Germania. Le prime importazioni ufficiali in Gran Bretagna datano soltanto nel 1956, quando l'agricoltore scozzese Stuart McKintosh ne iniziò un programma di allevamento. Altri allevatori in Gran Bretagna seguirono l'esempio di McKintosh; la prima associazione per l'allevamento dei cavalli islandesi in Gran Bretagna nacque nel 1986.
Il numero di cavalli islandesi esportati in altre nazioni è in costante aumento sin dalle prime esportazioni della metà del XIX secolo. A partire dal 1969 numerose società hanno lavorato insieme per preservarli, migliorarli e commercializzarli sotto l'egida della Federazione Internazionale delle Associazioni del cavallo islandese. Al giorno d'oggi l'islandese permane una razza rinomata per la purezza della sua linea di sangue, ed è l'unica razza di cavallo presente in Islanda.
L'islandese è particolarmente diffuso in Europa occidentale, in Scandinavia e in Nord America: in Islanda ne vivono circa 80.000, a fronte di una popolazione umana di 317.000 residenti. Altri 100.000 equini sono presenti negli altri Stati e, di questi, 50.000 sono allevati in Germania.

## Usi

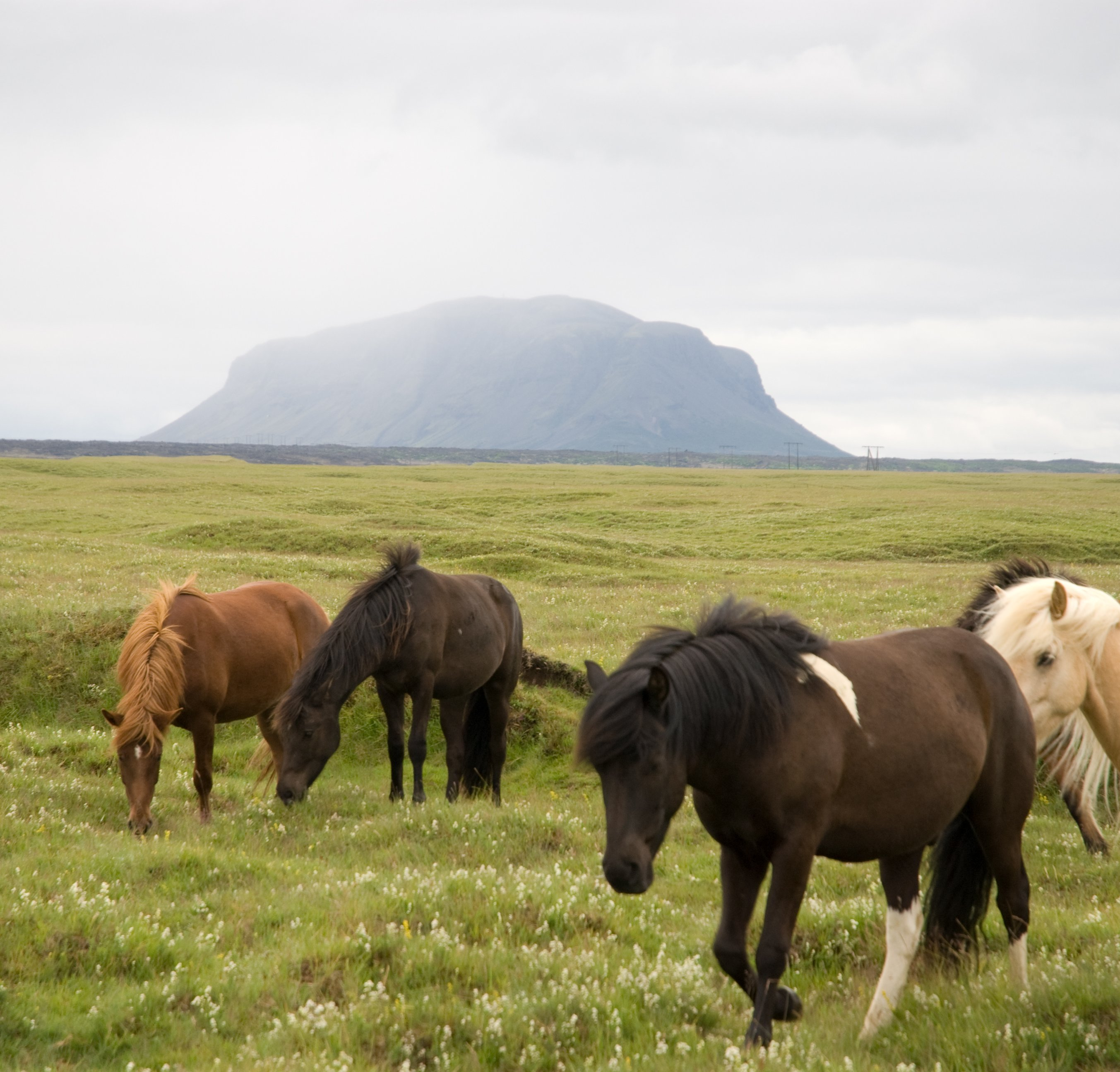
Mandria

I cavalli islandesi giocano ancora un ruolo importante nella vita islandese, nonostante la crescente meccanizzazione e i miglioramenti stradali abbiano ridotto la necessità dell'uso della razza. La prima gara ufficiale tra cavalli islandesi è stata tenuta presso Akureyri nel 1874, e molte gare sono tuttora organizzate in tutto il Paese, sia di galoppo che delle andature particolari di questa razza. Questi eventi vengono tenuti particolarmente nel periodo invernale. La prima mostra, incentrata sulla qualità degli animali come riproduttori, è stata svolta nel 1906. Alcuni cavalli vengono ancora allevati per la macellazione, e gran parte della carne viene esportata in Giappone. Gli agricoltori li usano ancora per guidare i greggi di pecore negli altopiani islandesi, ma la maggior parte sono utilizzati per cavalcare nel tempo libero.

## Registrazione
Il cavallo islandese è rappresentato da associazioni in 19 paesi, grazie alla FEIF (International Federation of Icelandic Horse Associations, "Federazione internazionale delle associazioni del cavallo islandese"), che organizza le associazioni tra le varie nazioni. La FEIF è stata fondata il 25 maggio 1969. Inizialmente i paesi membri furono sei: Austria, Danimarca, Germania, Islanda, Paesi Bassi e Svizzera. Francia e Norvegia si unirono nel 1971, Belgio e Svezia nel 1975. Più tardi, Finlandia, Canada, Gran Bretagna, Stati Uniti, Isole Faroe, Lussemburgo, Italia, Slovenia e Irlanda divennero membri, ma in seguito l'Irlanda se ne separò. La Nuova Zelanda è stata definita "membro associato".
Nel 2000, WorldFengur è diventato il registro ufficiale della FEIF per i cavalli islandesi. Si tratta di un programma di database web che viene utilizzato come un libro genealogico per tracciare la storia e linee di sangue della razza islandese. Il registro contiene informazioni su: pedigree, allevatore, proprietario, figli, foto, valutazioni di allevamento e valutazioni alle gare, e consente l'identificazione univoca di ogni cavallo registrato. Il database è stato istituito dal governo islandese in collaborazione con la FEIF. Dalla sua istituzione sono stati registrati circa 200.000 cavalli islandesi in tutto il mondo; per completezza, questi dati sono integrati con quelli degli esemplari morti.
La tedesca IPZV (Islandpferde-Reiter-und Züchterverband) è invece un'organizzazione di cavalieri e allevatori tedeschi di cavalli islandesi e rappresenta l'associazione di tutti i club dedicati in Germania.